# Zjednoczone Prowincje Ameryki Środkowej
Zjednoczone Prowincje Ameryki Środkowej (Federacja Ameryki Środkowej) hiszp. República Federal de Centro América – państwo w Ameryce Środkowej istniejące między 1823 a 1840. Obejmowało obszar: Gwatemali, Hondurasu, Kostaryki, Nikaragui i Salwadoru. W 1838 powstała 6. prowincja Los Altos.

## Ustrój polityczny
W założeniu państwo miało być republiką federacyjną, wzorowaną na Stanach Zjednoczonych. Na czele państwa stał prezydent.
- Prezydenci
  - 1823–1825: José Cecilo del Valle
  - 1825–1829: Manuel José Arce (rezygnacja)
  - 1829–1830: José Francisco Barrundia (sprawował urząd do końca kadencji po rezygnacji M.J. Arce)
  - 1830–1839: Francisco Morazán (na czele państwa aż do faktycznego rozpadu w 1840)

## Historia

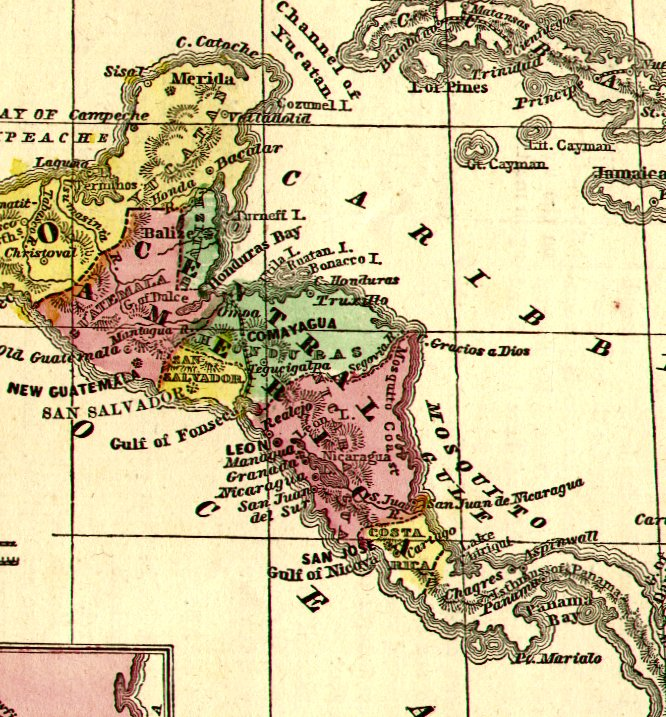

1 lipca 1823 ogłoszono niepodległość zarówno od Hiszpanii (pierwsza deklaracja niepodległości została wydana na tym terenie w 1821), jak i od Meksyku (w skład którego terytorium Ameryki Środkowej wchodziło w latach 1822–1823). Liczba mieszkańców wynosiła poniżej 1,5 miliona. Nie było stałej stolicy, armii ani skarbu. Emitowano własną walutę – srebrne reale i złote escudos. Republika posiadała własną konstytucję, uchwaloną w 1824, jednak jej stosowanie napotykało na trudności. Ludność republiki nie tworzyła narodu – istniały wyraźne podziały zarówno według kryterium geograficznego, jak i religijnego i klasowego. Idee liberalne reprezentowane przez twórców państwa napotykały na sprzeciw konserwatystów popieranych przez kler oraz wielkich posiadaczy ziemskich. W latach 1838–1840 terytorium państwa było ogarnięte wojną domową. Pierwszym państwem, które wystąpiło z federacji był Honduras (1838). Republika rozpadła się ostatecznie w 1840, kiedy to cztery z pięciu stanów wchodzących w jej skład ogłosiło niepodległość. Formalne rozwiązanie federacji nastąpiło w lutym 1841, kiedy Salwador został ogłoszony niepodległym państwem.
W XIX wieku kilkakrotnie próbowano powrócić do idei federacji państw Ameryki Środkowej (np. Republika Środkowoamerykańska 1896-1898), zawsze jednak nieskutecznie.